# Leucodon trichophyllus
Leucodon trichophyllus là một loài Rêu trong họ Leucodontaceae. Loài này được (Sw. ex Hedw.) A. Jaeger mô tả khoa học đầu tiên năm 1877.